# Charles Conder
Charles Edward Conder, né le 24 octobre 1868 à Tottenham, un quartier de Londres, et mort le 9 février 1909 à l'asile d'Holloway (Islington) dans la région urbaine de Londres, est un peintre et graveur anglais.

## Biographie

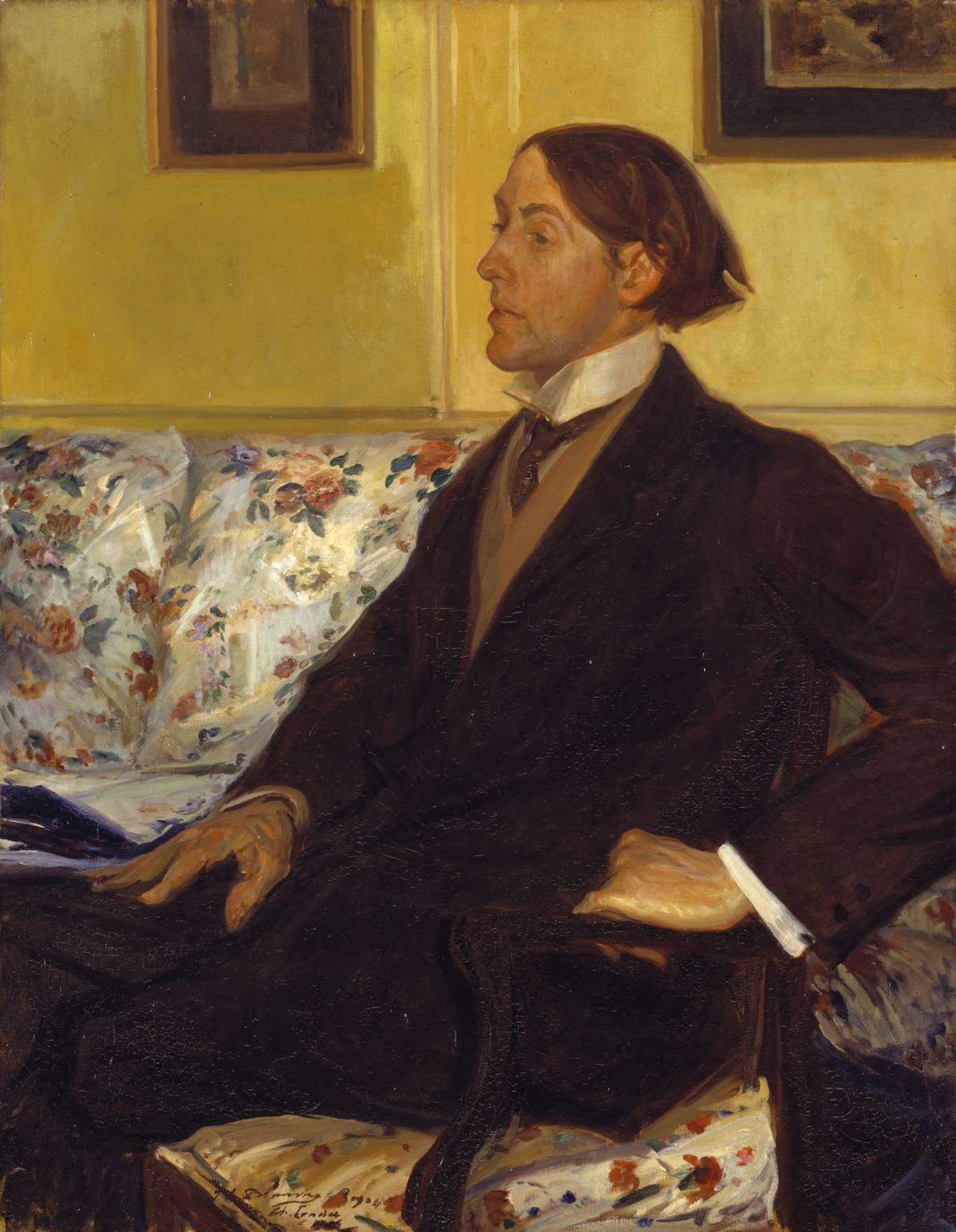
Portrait de Charles Conder par Jacques-Émile Blanche (1904),
Tate Gallery, Londres

Charles Conder est le fils d'un ingénieur civil, James Conder, et de son épouse, née Anne Ayres. Il descend en ligne paternelle du sculpteur français, Louis-François Roubiliac. Il passe les années de sa petite enfance aux Indes britanniques, avant la mort de sa mère en 1873. Il rentre ensuite en Angleterre et passe dans plusieurs institutions, dont une pension à Eastbourne, à partir de 1877.
Conder quitte l'école à quinze ans, et son père, qui ne comprend pas le tempérament artistique de son fils, exige qu'il devienne ingénieur. Il fait un rapide séjour à Paris, et fréquente l'atelier de Victor Leclaire (dont il est le dernier élève) fin 1884, puis il est envoyé d'abord dans la colonie du Cap, et ensuite, à dix-sept ans, en Australie à Sydney auprès d'un oncle géomètre-expert en Nouvelle-Galles du Sud, mais le jeune homme, n'aimant pas son travail, préfère dessiner les paysages. Il devient illustrateur en 1886 aux Illustrated Sydney News, où il fait la connaissance d'artistes comme Albert Henry Fullwood (en), Frank Mahoney et Benjamin Edwin Minns. Il suit l'enseignement artistique d'Alfred James Daplyn (en) et rejoint la Art Society de Nouvelle-Galles du Sud.
À Sydney, puis Melbourne plus tard, Conder se lie d'une forte amitié avec Girolamo Nerli, un peintre italien, grand voyageur et porteur des nouvelles influences européennes. L'étendue de l'influence de l'Italien a été débattue, mais elle paraît indéniable. Comme Conder, Nerli était un bon vivant, qui aimait fréquenter les belles filles de Melbourne, ce que certifie une lettre envoyée à un ami commun, Percy Spence.
De cette période, l'un des meilleurs tableaux de Charles Conder, Departure of the Orient - Circular Quay (1888), permet de constater à son point culminant la nouvelle maîtrise du peintre dans la composition et le coup de pinceau. Peinte à partir de la fenêtre d'une chambre située à l'étage d'un hôtel, la toile présente une vue sur le port animé au Circular Quay à Sydney Cove au moment où le « Orient » jette l'encre pour entreprendre son voyage vers Angleterre. Le thème de paysage urbain animé et les conditions atmosphériques pluvieuses, qui provient à l'origine de l'art japonais, dénote une connaissance chez Conder du travail du peintre américain James Abbott McNeill Whistler qui, à son tour, a été inspiré par la génération des artistes internationaux familiers avec les principes esthétiques de l'impressionnisme français. Après la vente de cette toile à la Galerie d'art de Nouvelle-Galles du Sud, Conder quitte Sydney pour Melbourne, en octobre 1888, afin de rejoindre Roberts 
À Melbourne, il ne tarde pas à faire la connaissance d'Arthur Streeton et partage un atelier avec Tom Roberts et le cercle des peintres qui y travaillent. Il y passe deux ans, et bien qu'il mène une vie assez désordonnée, il produit pendant cette période un certain nombre de ses œuvres les plus célèbres, où il peint souvent les effets éblouissants et la sécheresse causée par le soleil du Sud. Les tableaux illustrent alors les effets de désolation et de sécheresse de la lumière du soleil brûlant du Sud de l'Australie. À cette époque, à court de liquidités, le séduisant Conder paye apparemment sa logeuse par des faveurs sexuelles, il attrape ainsi la syphilis qui devait empoisonner les dernières années de sa vie.
Il rentre en Europe en 1890, se partageant entre l'Angleterre et la France, où il étudie à l'Académie Julian et fait la connaissance de Louis Anquetin, d'Henri de Toulouse-Lautrec qui peint son portrait en 1892. Il se lie d'amitié avec le peintre Eugène Lomont dont il fait le portrait en 1891. Jacques-Émile Blanche fait aussi son portrait en 1904. Le jeune homme est cependant affecté de graves symptômes, comme le delirium tremens, dus à la syphilis contractée deux ans plus tôt. Il fréquente néanmoins les cercles bohème de Paris et s'amourache de la baronne de Meyer dont il fait le portrait.
Il épouse en 1902 une veuve fortunée, Stella Maris Bradford (née MacAdams), qui lui apporte la sécurité matérielle. Les œuvres de la fin de sa vie ne sont pas aussi puissantes que celles de sa période australienne.
Il passe les derniers moments de sa vie hospitalisé à l'asile de Holloway, situé à une trentaine de kilomètres de Londres. La maladie le rend à moitié paralysé. Il meurt en février 1909.

## Galerie

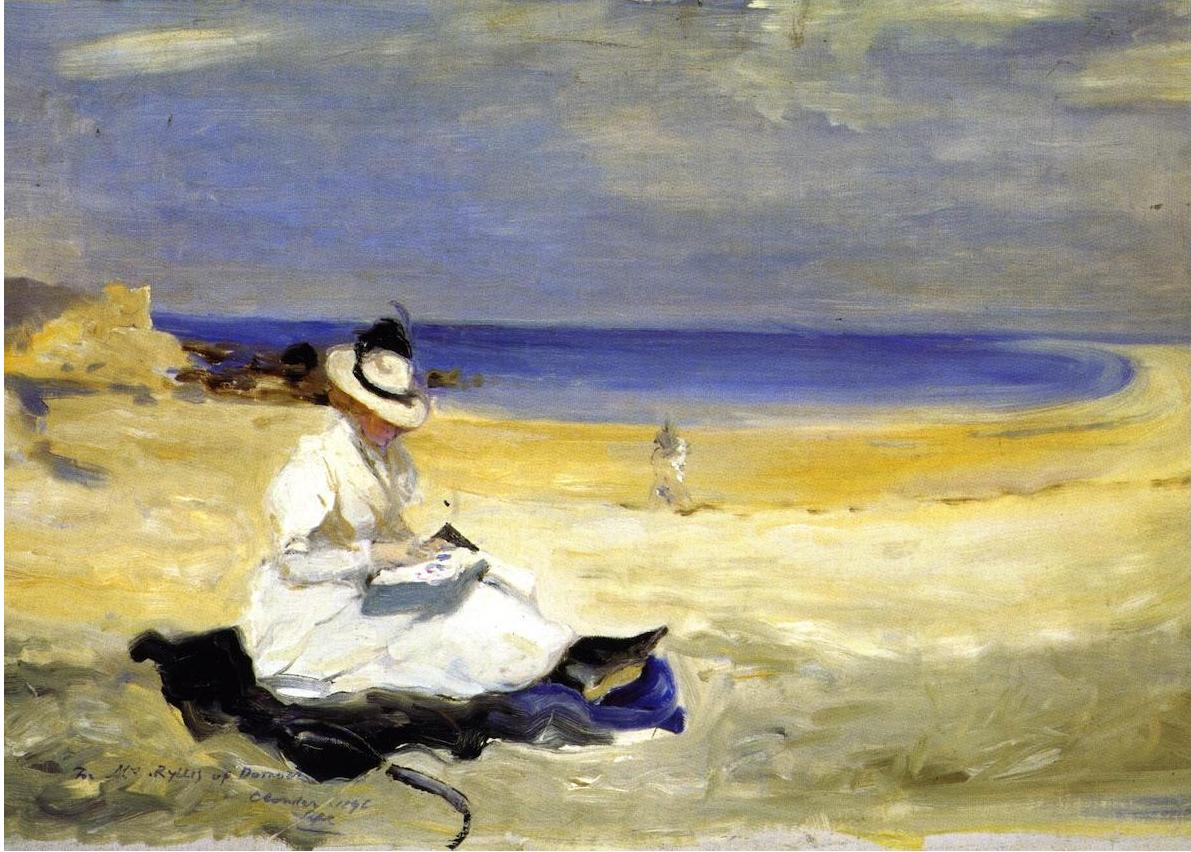
Le Rivage à Dornoch (1880), Aberdeen Art Gallery (en), Aberdeen, Écosse
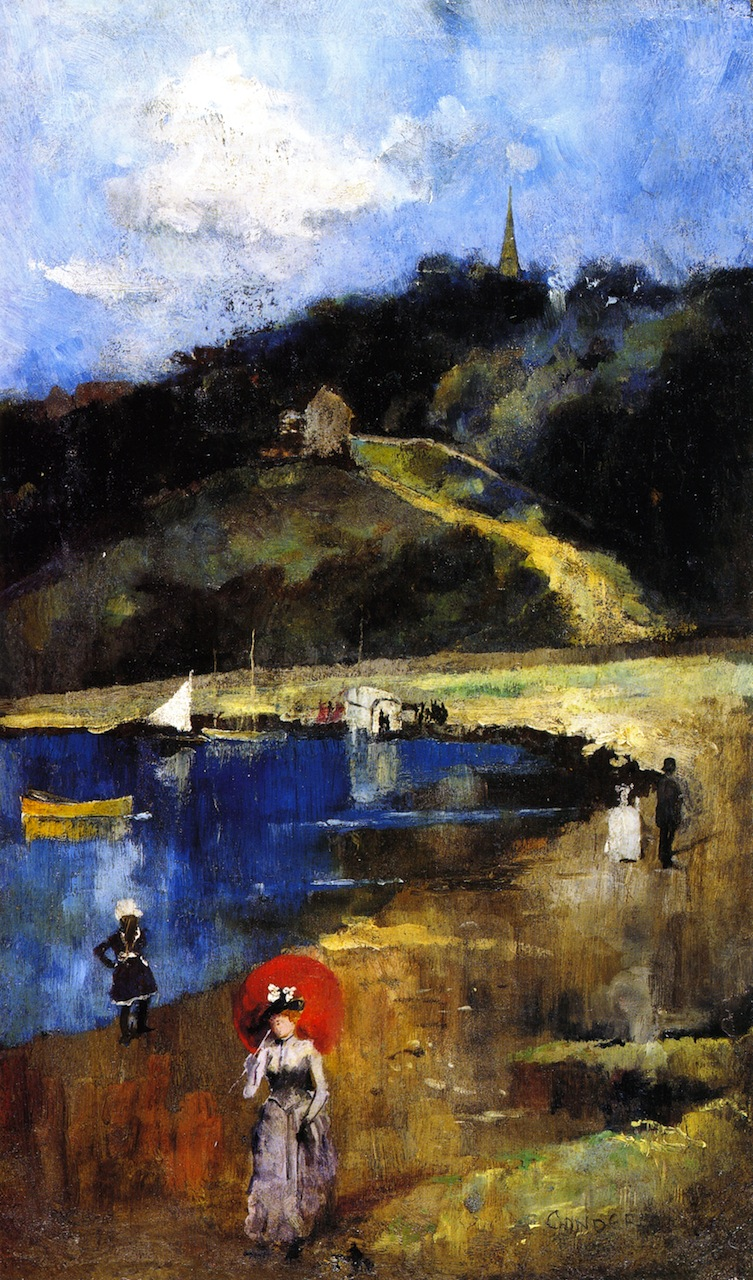
A Shady Hollow by a Dusty Road (1887), National Gallery of Victoria, Melbourne
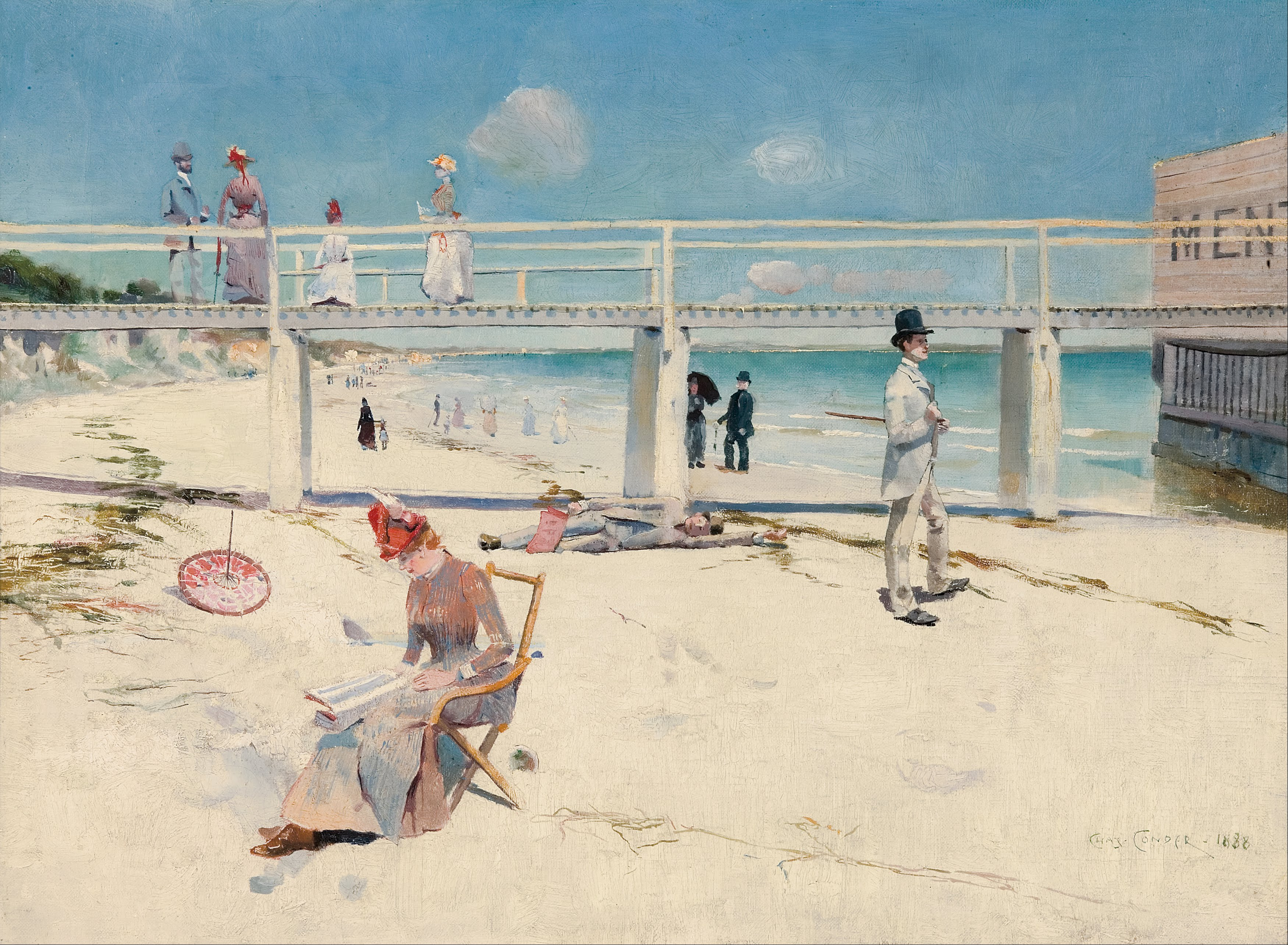
A Holiday at Mentone (1888), Musée national d'Australie-Méridionale, Adélaïde
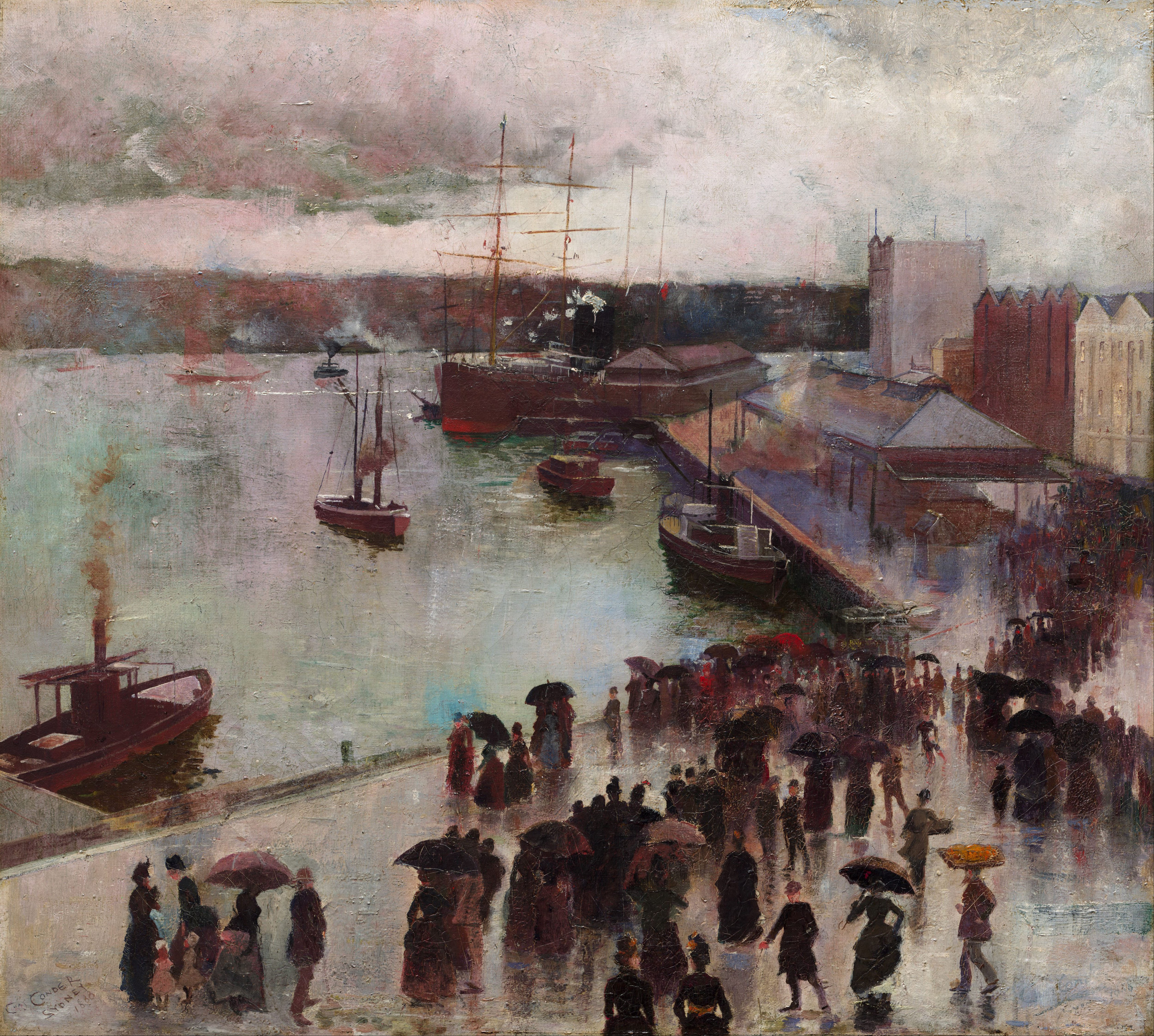
Departure of the Orient - Circular Quay (1888), Galerie d'art de Nouvelle-Galles du Sud, Sydney
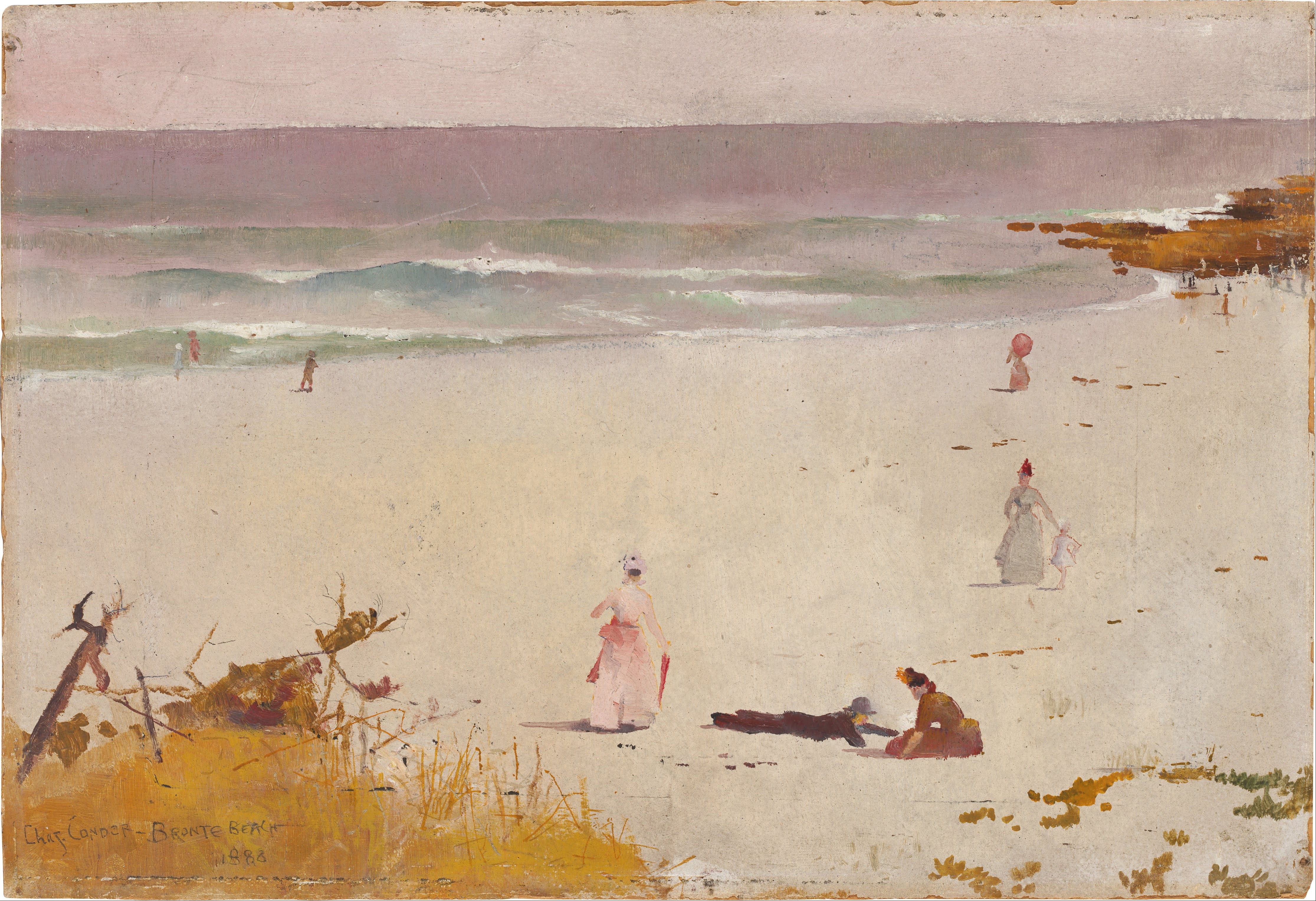
Bronte Beach (1888), Galerie nationale d'Australie, Canberra
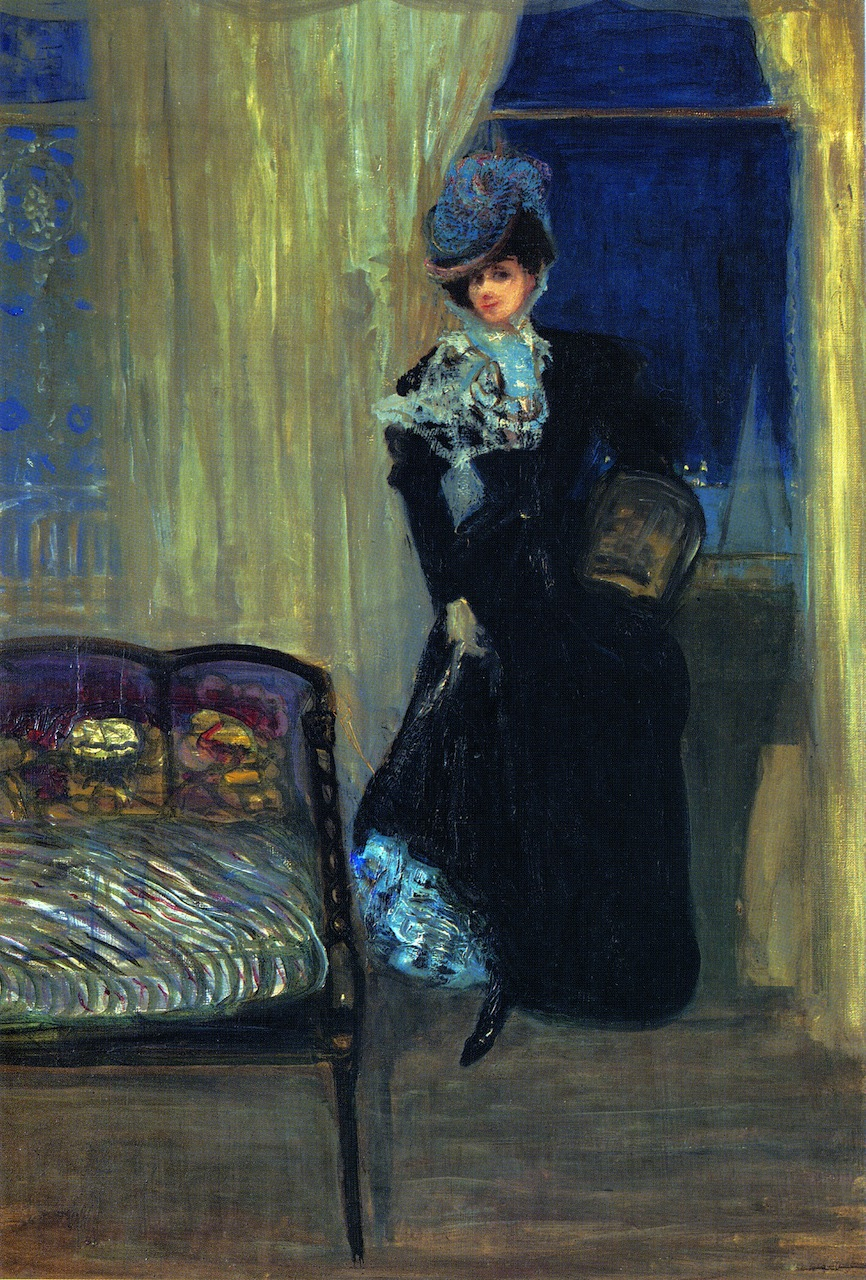
Madame Errazuriz, (vers 1890), Galerie d'art de Nouvelle-Galles du Sud, Sydney
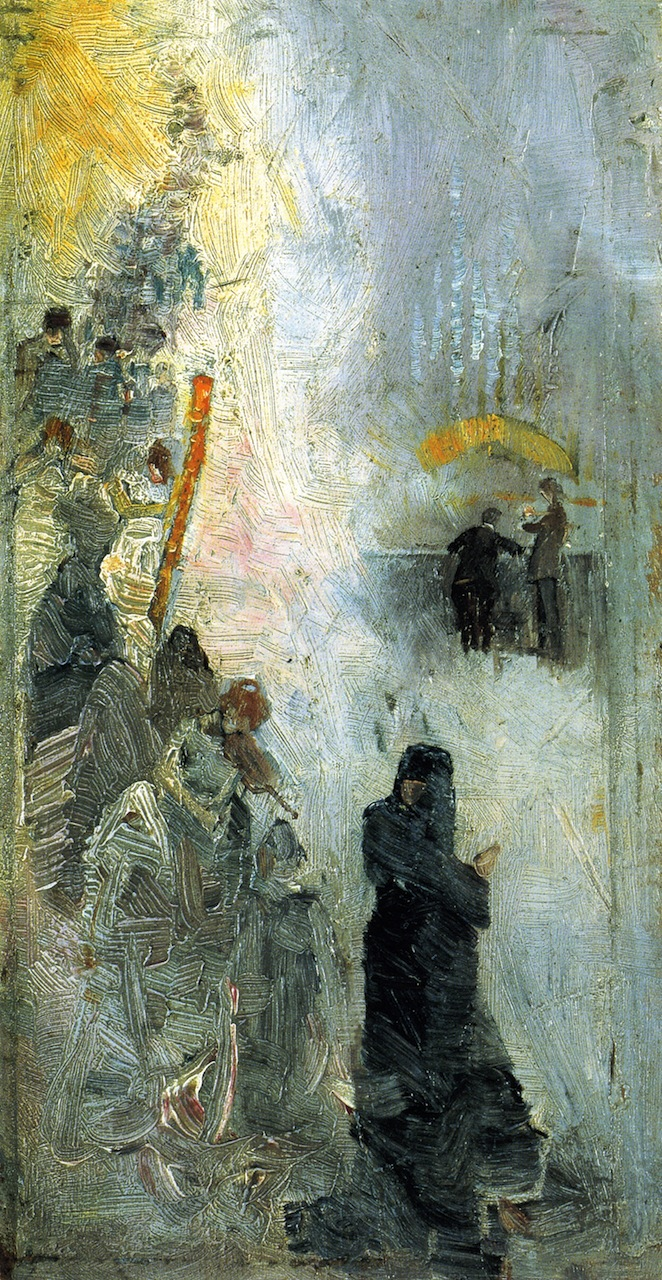
A Dream of Handels Largo (vers 1890), Musée national d'Australie-Méridionale, Adélaïde
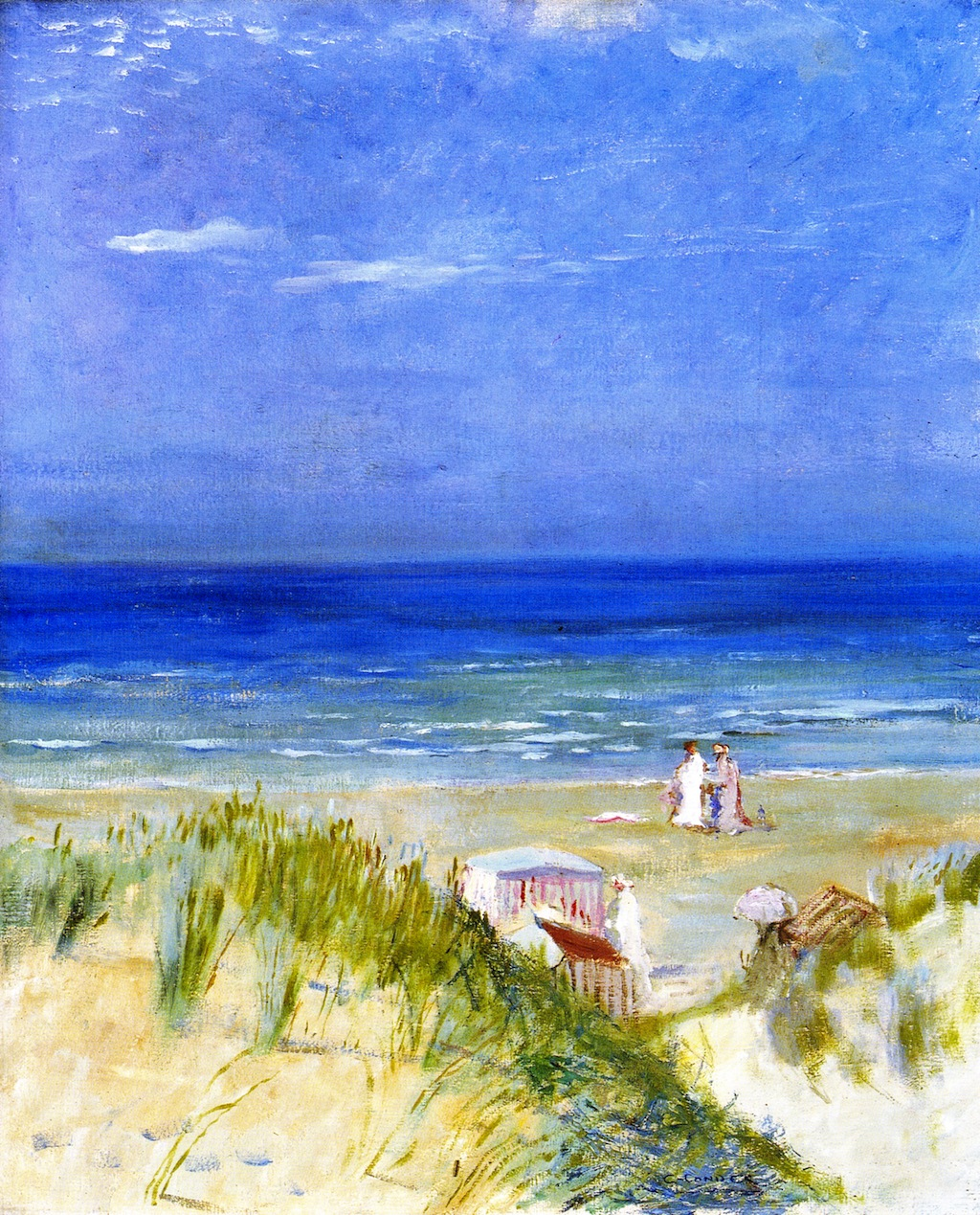
Sand Dunes (1890), collection particulière
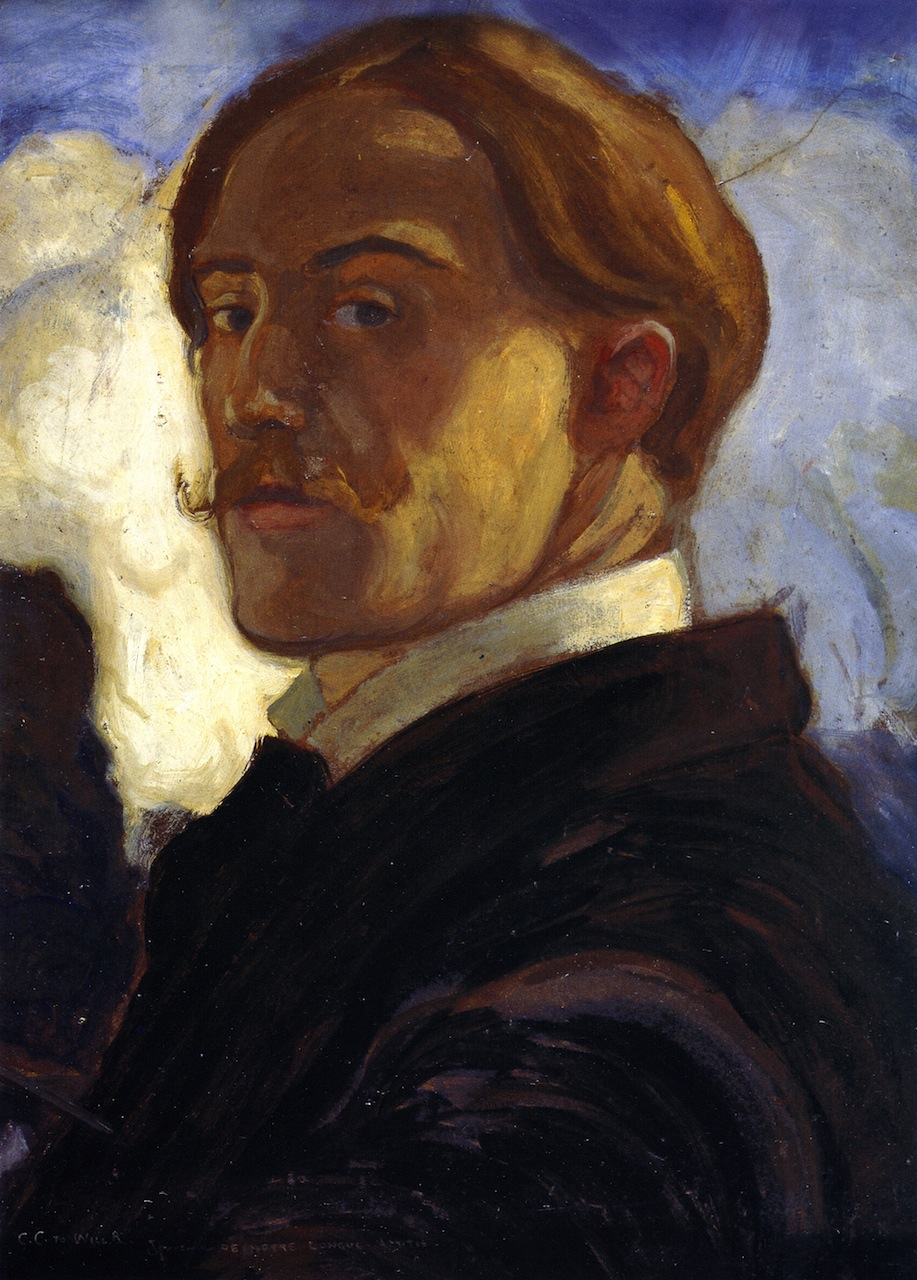
Autoportrait (1900), Manchester Art Gallery, Manchester
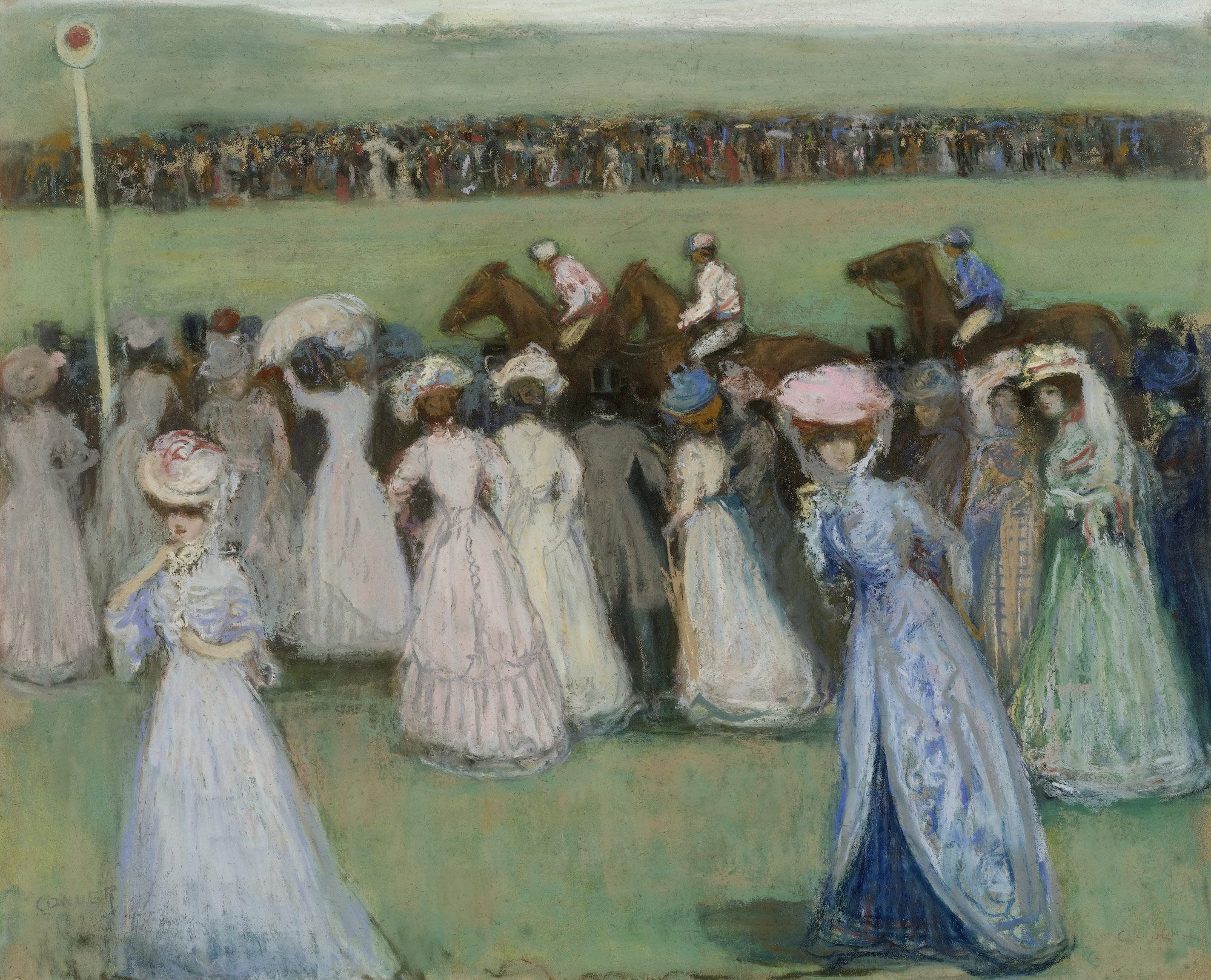
Champ de courses (1909), collection particulière